# The Birthday Massacre
The Birthday Massacre — канадская рок-группа, основанная в 1999 году, именовавшаяся в то время Imagica, по одноимённому фэнтэзийному роману Клайва Баркера — Имаджика (Imajica).

## История
Группа The Birthday Massacre была сформирована в 1999 году. Rainbow и Chibi повстречались, когда учились в лондонском колледже Изобразительного Искусства. Aslan также учился в колледже и был соседом по комнате с Rainbow. Позже троица стала сочинять и записывать песни. Michael Falcore тогда изучал видеопроизводство в Торонто и снял клип. M. Falcore и Rainbow знали друг друга с детства, и клип, который снял M.Falcore привезли в Лондон, где были записаны такие песни, как «Over» и «Remember Me». Группу назвали Imagica. В середине 2000 к группе присоединился клавишник Dank. После года практики и написания песен, Imagica играет первый концерт, который состоялся 28 октября 2000 года, в лондонском ночном клубе «Diversity». На шоу они показали семь новых песен с записываемого диска.
O.E также посещал тот же самый колледж, видел их выступление и в следующем месяце присоединился к группе, сев за ударную установку. Уже тогда появились первые фанаты. Они создали веб-сайт и получили внимание местной прессы. Группа продолжала играть живые концерты до конца 2000 года, а весной 2001-го всё переменилось. Понимая потенциальный рост группы, летом 2001 было решено переехать в крупнейший город Канады — Торонто. Тогда же клавишник Dank принял решение покинуть группу.
В сентябре 2001-го группа переехала в Торонто, чтобы сделать новую демозапись. Пять новых записей были выпущены 20 декабря 2001 года. Imagica дали своё первое интервью в Торонто. К этому времени группа строила массивную международную рекламу через Интернет. Они продолжали играть больше живых концертов в начале 2002 и вскоре начали работу над написанием песен и выпуском нового CD.
Весной 2002 года, как раз перед выпуском их компакт-диска, пришла довольно неприятная для группы новость. Оказывается, название Imagica уже использовалось группой с подобным правописанием. Чтобы избежать ненужных юридических конфликтов, было принято решение сменить название группы. После нескольких недель, группа выбрала название «The Birthday Massacre». Их песня, которая называлась точно также, была переименована «Happy Birthday».
В июле 2002 «The Birthday Massacre» независимо выпустили свой новый CD, названный «Nothing and Nowhere». Диск содержал девять песен и был изготовлен в ограниченном выпуске. К концу лета 2002, на сайте «The Birthday Massacre» был зарегистрирован рекорд: 1000 посещений, их песни по 100 раз в день проигрывали на MP3.com. Создавалось много фан-сайтов.
В 2003, The Birthday Massacre пригласили клавишника Adm’а в группу. Также в 2003, барабанщик, О.E, оставил The Birthday Massacre, чтобы сосредоточиться на своей группе «Tepid Lust». Нуждаясь в новом барабанщике, Rainbow пригласил своего друга, которого звали Rhim. Чтобы помочь другу, Rhim ушёл из группы «Aphasia».
Летом 2004, The Birthday Massacre выпускают их ожидаемый второй CD «Violet». Диск был самой большой работой The Birthday Massacre до настоящего времени. Новый сайт был выпущен вскоре после того, как ему придумали название «The Violet Prison».
Осенью 2004, клавишник The Birthday Massacre, Adm покинул группу, чтобы начать собственную музыкальную карьеру. Примером для него был Brett из «Aphasia» (теперь известный как Lye). Adm ездил с группой до конца турне.
В то же время, «Международный лагерь TBM» начал терять фанатов, а сами TBM, подписывали контракт на немецком лейбле «RepoRecords».
Несколько месяцев спустя в Европу прибыл выпуск «Violet» с некоторыми песнями из «Nothing and Nowhere». Переизданный на новом лейбле альбом «Nothing and Nowhere» разошёлся очень небольшим тиражом в Соединённых Штатах и Канаде осенью 2004.
В следующем году, TBM сделали видео, снятое Daniel Ouellette для песни «Blue», которая была выпущена в свет в июне. В то время как многие видели «Blue» как первый клип группы, The Birthday Massacre снимали много живых выступлений. TBM долгое время общались с Стивом Джонсом — кинопроизводителем в Торонто. Он записал их клип «Video Kid», и был также тайным режиссёром клипа «Nevermind». В августе 2005, фаны TBM могли посмотреть эти клипы дома на самом первом DVD с клипами «Blue».
The Birthday Massacre представили миру нового клавишника из их родного города Онтарио по имени Owen. Он также посещал Колледж Fanshawe (где группа была первоначально задумана). 17 июня 2005 они подписали контракт с компанией «Metropolis». «Violet» повторно записали и выпустили по всему миру.
В июне 2007 года было объявлено, что Aslan Osiris, автор эмбиентных треков и создатель рекламного сайта «Nothing and Nowhere», покинул группу, чтобы сосредоточиться на своём новом проекте. Он был заменён бывшим барабанщиком — O.E.
21 сентября 2007 в Европе, и 22 октября в Британии вышел третий альбом группы под названием «Walking With Strangers». Быстро завоевавшая уважение среди слушателей этого стиля, новая пластинка содержала в себе помимо новых песен, две перезаписанные старые песни — «To Die For» и «Remember Me». В этом же году The Birthday Massacre начинают тур по Америке и Европе.
В мае 2008 года группа выпустила EP «Looking Glass», в который вошли как уже известные треки (в том числе их миксы), так и несколько новых композиций. Альбом группы, получивший название «Pins and Needles», вышел 14 сентября 2010 года.
Альбом «Hide and Seek» и был записан в период с января по июль в 2012 году, а выпущен 9 октября 2012 года. Группа провела гастроли в поддержку нового альбома в начале декабря 2012 года вместе с William Control, Aesthetic Perfection, and Creature Feature.
«Superstition» вышел 11 ноября 2014 года Metropolis Records. Альбом был профинансирован PledgeMusic. После его выхода в поддержку альбома группой совершён тур по Северной Америке и было записано видео «Beyond».
14 июня 2016 года вышел альбом под названием «Under Your Spell».
5 апреля 2019 года они объявили в Facebook, что их следующий альбом будет выпущен в марте 2020 года. 1 января 2020 года группа объявила в Facebook, что новый альбом будет называться «Diamonds». Альбом из 9-ти треков вышел 27 марта 2020 года.
18 февраля 2022 года вышел альбом под названием «Fascination».
11 апреля 2025 года вышел альбом «Pathways».

## Состав
| Текущий состав - Chibi — вокал - Rainbow — ритм-гитара и программинг - Michael Falcore — соло-гитара - Philip Elliott — барабаны (2020) - Owen — клавишные (2004—настоящее время) - Brett Carruthers — бас (2020) | Бывшие участники - Dank — клавишные (2000—2001) - Aslan Osiris — баc (2000—2007) - Adm — клавишные (2002—2004) - O.E. — барабаны (2001—2003), бас (2007—2010) - Rhim — барабаны (2003—2020) - Nate Manor — бас (2010—2020) Туровые участники - J. Pilley — барабаны (2000) - Joe Letz — барабаны (2017) - Nik Pesut — барабаны (2017) |

## Дискография
| Студийные альбомы - Nothing and Nowhere (2002) - Violet (2004) - Walking with Strangers (2007) - Pins and Needles (2010) - Hide and Seek (2012) - Superstition (2014) - Under Your Spell (2017) - Diamonds (2020) - Fascination (2022) - Pathways (2025) | Мини-альбомы - Looking Glass (2008) - Imaginary Monsters (2011) Демозаписи - Imagica (Demo 1) (2000) - Imagica (Demo 2) (2001) Концертные альбомы - Show and Tell (2009) Видеоальбомы - Blue (2005) - Show and Tell (2009) |

## Клипография
- Violet (2005)
- Nevermind (2005)
- Blue (2005)
- Looking Glass (2008)
- In the dark (2010)
- Leaving tonight (2013)
- Beyond (2014)
- Superstition (2015)
- One (2017)